# Додо, Кадер Амаду
Кадер Амаду Додо (фр. Kader Amadou Dodo, родился 5 апреля 1989 в Ниамее) — нигерский футболист, защитник клуба АС СОНИДЕП из Ниамея. Выступал в сборной Нигера.

## Карьера

### Клубная
Воспитанник школы «Олимпика», начинал в нём свою карьеру в 2007 году. Сезон 2009/10 провёл в клубе «АСФАН», сезон 2010/11 отыграл в камерунском клубе «Котон Спорт», в начале 2012 года вернулся в «Олимпик».

### В сборной
В сборной сыграл 17 игр, участвовал в отборочном турнире к чемпионату мира 2010. Участник Кубков африканских наций 2012 и 2013.